# Khaya (arbre)
Genre
Classification phylogénétique
Khaya est le nom d'un genre d'arbres de la famille des Méliacées qui compte sept espèces, originaires d'Afrique tropicale.

## Caractéristiques générales
Ce sont de grands arbres pouvant atteindre 30 à 35 mètres de haut, plus rarement 45 mètres, avec un tronc de plus d'un mètre de diamètre, souvent muni de contreforts à la base.
Les feuilles sont composées pennées, avec 4 à 6 paires de folioles, la foliole terminale étant absente ; chaque foliole, longue de 10 à 15 cm, est brutalement arrondie à son sommet, mais celui-ci se termine souvent par une pointe acuminée.
Les feuilles peuvent être, selon les espèces, caduques ou pérennes.
Les fleurs, petites, sont regroupées en inflorescences laches, et comptent quatre ou cinq pétales jaunâtres et dix étamines.
Le fruit est une capsule globuleuse, de 5 à 8 cm de diamètre, à 4 ou 5 valves. Ils contiennent de nombreuses graines ailées.

## Distribution
Ce genre est originaire d'Afrique tropicale et de Madagascar.

## Principales espèces
- Khaya anthotheca (Welw.) C. DC. (syn. K. nyasica Stapf ex Baker f. ), l'acajou blanc ;
- Khaya grandifoliola C. DC., l'acajou du Bénin ;
- Khaya ivorensis A. Chev., l'acajou d'Afrique ;
- Khaya madagascariensis Jum. & H. Perrier ;
- Khaya senegalensis (Desr.) A. Juss., l'acajou du Sénégal ou caïlcédrat.

## Utilisation
Le bois des Khaya est appelé « acajou d'Afrique », la seule essence généralement considérée comme acajou à côté du véritable acajou provenant d'espèces du genre Swietenia.